# Король-рыбак (фильм)
«Король-рыбак» (англ. The Fisher King) — американский фэнтезийный комедийно-драматический фильм 1991 года режиссёра Терри Гиллиама, снятый по сценарию Ричарда Лагравенезе. Главные роли исполнили Джефф Бриджес и Робин Уильямс, а во второстепенных ролях снялись Аманда Пламмер, Мерседес Рул и Майкл Джетер.
Фильм рассказывает историю радиоведущего, который пытается искупить вину, помогая человеку, жизнь которого он непредумышленно разрушил.
Фильм был выпущен в прокат США 20 сентября 1991 года компанией TriStar Pictures. Он получил в целом благоприятные отзывы критиков и собрал 41,9 млн долларов при бюджете в 24 млн долларов. На 64-й церемонии вручения премии «Оскар» фильм получил пять номинаций, в том числе «Лучший актёр» (Уильямс), а Рул одержала победу в номинации «Лучшая актриса второго плана».

## Сюжет
Джек Лукас, эгоцентричный и циничный радиоведущий, впадает в депрессию, когда его бестактные комментарии в прямом эфире побуждают психически неуравновешенного слушателя совершить массовое убийство-самоубийство в ресторане Dairy Queen на Манхэттене. Три года спустя Джек работает у своей подруги Анны Наполитано в видеопрокате и беспробудно пьёт, терзаясь муками совести.
Однажды ночью, находясь в запое, он планирует совершить самоубийство, привязав к лодыжкам шлакоблоки и бросившись в Ист-Ривер. Однако на него нападают двое отморозков, которые принимают его за бездомного, избивают, обливают бензином и собираются сжечь заживо. Его спасает и приводит к себе в подвал Пэрри, безумный бродяга, который считает себя рыцарем, отправившимся в священный поход. Пэрри хочет найти Святой Грааль, который якобы находится в доме известного архитектора, живущего в похожем на замок здании в Верхнем Ист-Сайде. Пэрри также сообщает, что «маленький народец», с которым он постоянно общается, утверждает, что Джек — избранный, и был послан Богом помочь ему в поисках Грааля. Джек заявляет Пэрри, что тот сошёл с ума, и уходит.
Выходя из подвала, он встречает управляющего зданием, который рассказывает Джеку, что Пэрри жил в квартире в этом доме несколько лет назад, пока его жену не убили во время массового расстрела в ресторане, спровоцированного Джеком. В результате Пэрри постоянно преследует видение пугающего Красного Рыцаря. Джек также выясняет, что настоящее имя Перри — Генри Саган, и он был преподавателем истории в Хантер-колледже. После гибели жены Генри пережил психоз и утратил рассудок. После лечения он принял образ Пэрри и стал одержим легендой о Короле-Рыбаке, который когда-то обладал Святым Граалем, но потерял его и из-за своего греха гордыни неизлечимо заболел. Короля спас дурак, который напоил его водой из чаши, стоявшей у ложа короля. Начав пить, король понял, что держит в руках Святой Грааль, и исцелился.
Джек стремится искупить свою вину, помогая Пэрри вновь обрести любовь. При участии Анны он заманивает на ужин в китайский ресторан Лидию, застенчивую и неуклюжую женщину, в которую влюблён Пэрри. После свидания Пэрри провожает Лидию домой и признаётся ей в любви; она отвечает взаимностью, но столкновение с реальностью вызывает появление Красного Рыцаря. Спасаясь от видения и воспоминаний об убийстве жены, Пэрри попадает в засаду, устроенную теми же хулиганами, от которых он защищал Джека.
На следующий день Джек звонит своему агенту и говорит, что хотел бы вернуться в радиоэфир. Он заявляет Анне о намерении расстаться с ней, поскольку его карьера может снова взлететь. Джеку звонят из полиции; они нашли бумажник Джека у Пэрри, когда его привезли в больницу. Энн и Джек навещают избитого Пэрри, который снова впал в ступор.
Джек возвращается к прежней жизни радиоведущего и ведёт переговоры о создании телевизионного ток-шоу о бездомных. Во время встречи с руководителем телекомпании Джек неожиданно уходит и навещает Пэрри, принося ему куклу Пиноккио. Джек кричит на Пэрри, что не хочет красть фальшивый Грааль, рискуя своей жизнью, но в конце концов соглашается взяться за опасное задание ради Пэрри.
Джек надевает одежду Пэрри, проникает в замок архитектора Лэнни Кармайкла в Верхнем Ист-Сайде и забирает спортивный кубок, который Пэрри считает настоящим Граалем. Во время кражи Джек находит архитектора без сознания после попытки самоубийства с помощью лекарств. Джек безуспешно пытается привести Кармайкла в чувство, после чего выходит через входную дверь, заставляя сработать охранную сигнализацию.
Джек приносит «Грааль» Пэрри, который приходит в сознание и говорит, что теперь он может скучать по своей жене. На следующий день Лидия навещает Пэрри и находит его койку пустой. Она видит, как Пэрри и Джек дирижируют пациентами палаты, вдохновенно исполняющими песню «How About You?» Пэрри замечает плачущую Лидию и обнимает её, спрашивая, почему она выглядит такой грустной.
Джек идёт в видеопрокат Анны и мирится с ней, признаваясь, что любит её. Она даёт пощёчину, но принимает его обратно в свою жизнь. Джек и Пэрри лежат обнажёнными в Центральном парке и смотрят на облака и фейерверк над Нью-Йорком.

## В ролях
- Джефф Бриджес — Джек
- Робин Уильямс — Пэрри
- Мерседес Рул — Анна
- Аманда Пламмер — Лидия
- Майкл Джетер — бездомный кабаре-певец
- Дэвид Хайд Пирс — Лу Розен

## Производство
Съёмочный период картины с 21 мая по 16 августа 1990 года. По собственному признанию, Гиллиам решил снимать этот фильм вопреки своим правилам: по чужому сценарию, на большой студии в США. Это было следствием больших трудностей, возникших при съёмках предыдущего фильма «Приключения барона Мюнхгаузена». Оптические и визуальные эффекты Гиллиам делал на студии «Peerless Camera Company», чтобы показать, что Индастриал лайт энд мэджик мне для этого не нужна.
Сцена массового танца на Центральном вокзале Нью-Йорка изначально должна была происходить на станции метро и без танцев — по сценарию, пассажиры метро должны были слушать пение бездомной негритянки. Гиллиам решил, что в таком виде сцена не «сработает», и внёс в неё изменения. Сцена снималась на протяжении ночи с привлечением профессиональных танцоров и обычных пассажиров, сошедших с поезда.
В эпизодической роли ветерана-инвалида, собирающего милостыню, снялся американский певец и композитор Том Уэйтс (не упомянут в титрах).
В пункте видеопроката, где «трудится» Джек, на стенах можно заметить постеры других фильмов Гиллиама — «Бразилии» и «Приключений барона Мюнхгаузена».

## Награды и номинации
- 1991 — три приза Венецианского кинофестиваля: «Малый золотой лев», «Серебряный лев» (оба — Терри Гиллиам), приз Пасинетти лучшей актрисе (Мерседес Рул).
- 1991 — приз зрительских симпатий на кинофестивале в Торонто.
- 1992 — премия «Оскар» за лучшую женскую роль второго плана (Мерседес Рул), а также 4 номинации: лучшая мужская роль (Робин Уильямс), лучший оригинальный сценарий (Ричард Лагравенезе), лучшая оригинальная музыка к фильму (Джордж Фентон), лучшая работа художника-постановщика и декоратора (Мел Бурн, Синди Карр).
- 1992 — две премии «Золотой глобус»: лучшая мужская роль в комедии или мюзикле (Робин Уильямс), лучшая женская роль второго плана (Мерседес Рул), а также 3 номинации: лучший фильм — комедия или мюзикл, лучший режиссёр (Терри Гиллиам), лучшая мужская роль в комедии или мюзикле (Джефф Бриджес).
- 1992 — две номинации на премию BAFTA: лучший оригинальный сценарий (Ричард Лагравенезе), лучшая женская роль второго плана (Аманда Пламмер).
- 1992 — премия «Сатурн» за лучшую женскую роль второго плана (Мерседес Рул), а также 6 номинаций: лучший фэнтези-фильм, лучший режиссёр (Терри Гиллиам), лучший актёр (Джефф Бриджес и Робин Уильямс), лучший сценарий (Ричард Лагравенезе), лучшие костюмы (Беатрикс Аруна Пастор).
- 1992 — премия American Comedy Awards за лучшую женскую роль второго плана (Мерседес Рул), а также номинация за лучшую мужскую роль (Робин Уильямс).
- 1992 — номинация на премию Гильдии сценаристов США за лучший оригинальный сценарий (Ричард Лагравенезе).